# Haworthia mutica
Haworthia mutica är en grästrädsväxtart som beskrevs av Adrian Hardy Haworth. Haworthia mutica ingår i släktet Haworthia och familjen grästrädsväxter.

## Underarter
Arten delas in i följande underarter:
- H. m. mutica
- H. m. nigra